# Oberhörlen
Oberhörlen (mundartlich Uwwernhelle oder Hoelle) ist ein Dorf im Hessischen Hinterland und als solches ein Ortsteil der Gemeinde Steffenberg im mittelhessischen Landkreis Marburg-Biedenkopf.

## Geografische Lage
Oberhörlen liegt in einem Talkessel im Gladenbacher Bergland, das sich am Ostrand des Rheinischen Schiefergebirges zur Hessischen Senke hin erstreckt. Es ist der flächenmäßig größte Ortsteil von Steffenberg. Er besitzt außerdem den größten Waldbestand der Gemeinde, welcher vorwiegend aus Mischwäldern besteht.
Namensgeber ist die Hörle, die nach ca. 4 Kilometern in die Perf, einen Nebenfluss der Lahn, mündet. Der Mattenberg (577 m) ist die höchste Erhebung in der Dorfgemarkung.
Nachbarorte sind Oberdieten (Gemeinde Breidenbach) im Norden, Niederhörlen im Osten, Gönnern und Lixfeld (beide Gemeinde Angelburg) im Süden und Simmersbach (Gemeinde Eschenburg) im Westen.

## Geschichte
Die Geschichte Oberhörlens vor dem 13. Jahrhundert n. Chr. liegt bislang im Dunklen. Sie setzt erst nachweisbar mit den in der Gegend residierenden Adelsgeschlechtern ein und ist eng mit den Herren von Breidenbach verbunden. Oberhörlen selbst wurde zum ersten Mal im Jahr 1327 als „Horla“ urkundlich erwähnt.
Die Statistisch-topographisch-historische Beschreibung des Großherzogthums Hessen berichtet 1830 über Oberhörlen:

„Oberhörle (L. Bez. Gladenbach) evangel. Pfarrdorf; liegt 3 1⁄2 St. von Gladenbach, und gehört dem Freiherrn von Breidenstein. Der Ort hat 49 Häuser und 314 Einwohner, die evangelisch sind, so wie 1 Kirche und 1 Mühle. – Oberhörle hieß mit Niederhörle früher Zweyhorle. Um das Jahr 1639 wurden hier gute Eisensteine gefunden, und 1731 wurde Stahlstein, auch Bleierz angetroffen. Der Ort gehörte bis in die neuesten Zeiten, mit Frechenhausen, Lixfeld und Simmersbach, zum Gerichte Lixfeld. Außerdem bestand zu Oberhörle noch ein besonderes Gericht mit 12 Schöffen, Vogtgericht und Vogtschöffen genannt.“

### Gebietsreform
Am 1. April 1972 wurde Oberhörlen in die neue Gemeinde Steffenberg eingegliedert.

### Flurnamen und ihre Bedeutung
In der Grube, Im Nickel, Bei der Eisenkaute;
Diese Flurnamen weisen auf Erzvorkommen und ehemaligen Abbau hin. 1639 wurde in Oberhörlen Eisenstein gefunden, 1731 Stahlstein und Bleierz.
Am gebrannten Stock
Dieser Name dürfte auf eine ehemalige Köhlerei verweisen.
Galgenberg
Oberhörlen war seit Anfang des 16. Jahrhunderts Gerichtsvorort des Gerichts Lixfeld. Das Plateau, auf dem heute die Schutzhütte steht, mit dem steil aufragenden Felsen darüber war wohl einst eine Hinrichtungsstelle, die gemäß mittelalterlichem Brauch an einer weithin sichtbaren Stelle und im Grenzbereich eines Gerichtsbezirks lag. Oberhörlen unterstand ab dem 13. Jahrhundert der Gerichtsbarkeit der Herren von Breidenbach, deren Herrschaftsbereich auf heutigem Simmersbacher Gebiet an das der Grafen von Nassau grenzte. Die Grenze verlief hier wahrscheinlich über den Bergrücken, und die Hinrichtungsstelle am 541 m hohen Galgenberg befand sich somit in markanter Lage an der Grenze der Breidenbacher Gerichtsbarkeit.
Teufelsgraben
Der Teufelsgraben war offenkundig eine Grenzmarkierung. Er kann Teil einer Landwehr, eines mittelalterlichen Grenzsicherungssystems, gewesen sein. Möglicherweise sollte er auch den Personen- und Warenverkehr von Norden nach Süden (und umgekehrt) lenken. Wie die Landwehren besaß vielleicht auch der Teufelsgraben auf seinen Wällen Dornenhecken und dichtes Buschwerk und darf in erster Linie nicht als wasserführender Graben verstanden werden. Das „Gönnersche Wejelche“ könnte ein Durchlass gewesen sein.
Kimmelholz
Diese Bezeichnung hat nichts mit „Kümmel“ zu tun, sondern leitet sich wohl wahrscheinlicher von dem altkeltischen „cammino“ (gepflasterter Weg) ab. Denkbar ist daher, dass durch das Kimmelholz, am Galgenberg vorbei, ein befestigter Weg führte, der eine Verbindung mit dem nassauischen Gebiet darstellte.
Steinbruch Hessel
Im Lahn-Dill-Bergland wurden Ende des 19. Jahrhunderts große und ertragreiche Steinbrüche erschlossen. Bis heute wird hier Diabas („Hinterländer Grünstein“) abgebaut. Aus diesem Material wurden und werden bis heute Werksteine, Grabsteine, Pflastersteine, Splitt, Schotter sowie Fußbodenplatten und Fassadenverkleidungen hergestellt. Der Steinbruch Hessel wurde in den 1880er Jahren in Betrieb genommen. Bis in die 1950er Jahre wurden die Kellergeschosse der Häuser in Oberhörlen meistens aus den Steinen des Steinbruchs erstellt. Auch für öffentliche Gebäude wurde hier schon sehr früh Diabas aus dem Steinbruch verwandt, wie zum Beispiel für die in 1901 erbaute Schule und das Pfarrhaus aus dem Jahr 1913. Gegen Ende der 1950er Jahre wurde der Steinbruch aufgegeben.
Knechtsburg
Den interessantesten Flurnamen trägt wohl die „Knechtsburg“. Seit Generationen wird überliefert, dass es beim Befahren des Wirtschaftsweges, der den heutigen Sportplatz nach Westen hin begrenzt, bei den damaligen eisenbereiften Gespannen „hohl“ geklungen habe.
Es gibt bisher keinerlei Anhaltspunkte, die einen Hinweis geben könnten, aus welcher Zeit der Flurname stammt, warum man die Gegend so nennt, und ob und in welcher Form auf der Knechtsburg eine Wehreinrichtung vorhanden gewesen sein mag. Erinnert man sich an die Erzählungen längst verstorbener Vorfahren, dass das Dorf Oberhörlen ursprünglich am Oberlauf der Hörle gestanden haben soll, dann ist zumindest bemerkenswert, dass dies nur wenige hundert Meter bis zur Knechtsburg sind.

### Territorialgeschichte und Verwaltung im Überblick
Die folgende Liste zeigt im Überblick die Territorien, in denen Oberhörlen lag, bzw. die Verwaltungseinheiten, denen es unterstand:
- vor 1567: Heiliges Römisches Reich, Landgrafschaft Hessen, Amt Blankenstein, Grund Breidenbach
- ab 1567: Heiliges Römisches Reich, Landgrafschaft Hessen-Marburg, Amt Blankenstein, Grund Breidenbach[10]
- 1604–1648: strittig zwischen Hessen-Kassel und Hessen-Darmstadt (Hessenkrieg)
- ab 1604: Heiliges Römisches Reich, Landgrafschaft Hessen-Kassel, Amt Blankenstein, Grund Breidenbach
- ab 1627: Heiliges Römisches Reich, Landgrafschaft Hessen-Darmstadt, Oberfürstentum Hessen, Amt Blankenstein, Grund Breidenbach (Obergericht; Gericht Lixfeld)[11]
- ab 1806: Rheinbund, Großherzogtum Hessen, Oberfürstentum Hessen, Amt Blankenstein, Grund Breidenbach, Gericht Breitenbach[12][13]
- ab 1815: Deutscher Bund, Großherzogtum Hessen, Provinz Oberhessen, Amt Blankenstein, Grund Breidenbach[14]
- ab 1821: Deutscher Bund, Großherzogtum Hessen, Provinz Oberhessen, Landratsbezirk Battenberg[Anm. 1]
- ab 1832: Deutscher Bund, Großherzogtum Hessen, Provinz Oberhessen, Kreis Biedenkopf
- ab 1848: Deutscher Bund, Großherzogtum Hessen, Regierungsbezirk Biedenkopf
- ab 1852: Deutscher Bund, Großherzogtum Hessen, Provinz Oberhessen, Kreis Biedenkopf
- ab 1867: Norddeutscher Bund, Königreich Preußen, Provinz Hessen-Nassau,  Regierungsbezirk Wiesbaden, Kreis Biedenkopf (übergangsweise Hinterlandkreis)[11]
- ab 1871: Deutsches Reich, Königreich Preußen, Provinz Hessen-Nassau, Regierungsbezirk Wiesbaden, Kreis Biedenkopf
- ab 1918: Deutsches Reich (Weimarer Republik), Freistaat Preußen, Provinz Hessen-Nassau, Regierungsbezirk Wiesbaden, Kreis Biedenkopf
- ab 1932: Deutsches Reich, Freistaat Preußen, Provinz Hessen-Nassau, Regierungsbezirk Wiesbaden, Landkreis Dillenburg
- ab 1933: Deutsches Reich, Freistaat Preußen, Provinz Hessen-Nassau, Regierungsbezirk Wiesbaden, Landkreis Biedenkopf
- ab 1944: Deutsches Reich, Freistaat Preußen, Provinz Nassau, Landkreis Biedenkopf
- ab 1945: Amerikanische Besatzungszone, Groß-Hessen, Regierungsbezirk Wiesbaden, Landkreis Biedenkopf
- ab 1949: Bundesrepublik Deutschland, Land Hessen (seit 1946), Regierungsbezirk Wiesbaden, Landkreis Biedenkopf
- ab 1968: Bundesrepublik Deutschland, Land Hessen, Regierungsbezirk Darmstadt, Landkreis Biedenkopf
- ab 1974: Bundesrepublik Deutschland, Land Hessen, Regierungsbezirk Kassel, Landkreis Marburg-Biedenkopf
- am 1. April 1972 wurde Oberhörlen als Ortsteil in die neu gebildete Gemeinde Steffenberg eingegliedert
- ab 1981: Bundesrepublik Deutschland, Land Hessen, Regierungsbezirk Gießen, Landkreis Marburg-Biedenkopf

### Bevölkerung

#### Einwohnerentwicklung
Quelle: Historisches Ortslexikon
| • 1577: | 022 Hausgesesse                                                             |
| • 1630: | 021 Hausgesesse (5 zweispännige, 11 einspännige Ackerländer, 5 Einläuftige) |
| • 1677: | 021 Männer, 6 Jungmannschaften, 11 ledige Mannschaften                      |
| • 1742: | 037 Haushalte                                                               |
| • 1791: | 231 Einwohner                                                               |
| • 1800: | 230 Einwohner                                                               |
| • 1806: | 250 Einwohner, 44 Häuser                                                    |
| • 1829: | 314 Einwohner, 49 Häuser                                                    |

| Oberhörlen: Einwohnerzahlen von 1791 bis 2019 | Oberhörlen: Einwohnerzahlen von 1791 bis 2019 | Oberhörlen: Einwohnerzahlen von 1791 bis 2019 | Oberhörlen: Einwohnerzahlen von 1791 bis 2019 | Oberhörlen: Einwohnerzahlen von 1791 bis 2019 |
| --- | --------------------------------------------- | --------------------------------------------- | --------------------------------------------- | --------------------------------------------- |
| Jahr |                                               |                                               |                                               | Einwohner                                     |
| 1791 | 1791                                          |                                               | 231                                           | 231                                           |
| 1800 | 1800                                          |                                               | 230                                           | 230                                           |
| 1806 | 1806                                          |                                               | 250                                           | 250                                           |
| 1829 | 1829                                          |                                               | 314                                           | 314                                           |
| 1834 | 1834                                          |                                               | 331                                           | 331                                           |
| 1840 | 1840                                          |                                               | 325                                           | 325                                           |
| 1846 | 1846                                          |                                               | 316                                           | 316                                           |
| 1852 | 1852                                          |                                               | 318                                           | 318                                           |
| 1858 | 1858                                          |                                               | 363                                           | 363                                           |
| 1864 | 1864                                          |                                               | 332                                           | 332                                           |
| 1871 | 1871                                          |                                               | 308                                           | 308                                           |
| 1875 | 1875                                          |                                               | 344                                           | 344                                           |
| 1885 | 1885                                          |                                               | 376                                           | 376                                           |
| 1895 | 1895                                          |                                               | 419                                           | 419                                           |
| 1905 | 1905                                          |                                               | 364                                           | 364                                           |
| 1910 | 1910                                          |                                               | 391                                           | 391                                           |
| 1925 | 1925                                          |                                               | 426                                           | 426                                           |
| 1939 | 1939                                          |                                               | 480                                           | 480                                           |
| 1946 | 1946                                          |                                               | 690                                           | 690                                           |
| 1950 | 1950                                          |                                               | 633                                           | 633                                           |
| 1956 | 1956                                          |                                               | 626                                           | 626                                           |
| 1961 | 1961                                          |                                               | 625                                           | 625                                           |
| 1967 | 1967                                          |                                               | 649                                           | 649                                           |
| 1980 | 1980                                          |                                               | ?                                             | ?                                             |
| 1990 | 1990                                          |                                               | ?                                             | ?                                             |
| 2000 | 2000                                          |                                               | ?                                             | ?                                             |
| 2011 | 2011                                          |                                               | 768                                           | 768                                           |
| 2019 | 2019                                          |                                               | 781                                           | 781                                           |
| Datenquelle: Historisches Gemeindeverzeichnis für Hessen: Die Bevölkerung der Gemeinden 1834 bis 1967. Wiesbaden: Hessisches Statistisches Landesamt, 1968. Weitere Quellen: ; Zensus 2011 |                                               |                                               |                                               |                                               |

#### Religionszugehörigkeit
Quelle: Historisches Ortslexikon
| • 1829: | 314 evangelische (= 100 %) Einwohner                              |
| • 1885: | 375 evangelische, ein anderer christlicher Einwohner              |
| • 1961: | 527 evangelische (= 84,32 %), 62 katholische (= 9,92 %) Einwohner |

#### Erwerbstätigkeit
Quelle: Historisches Ortslexikon
| • 1867: | Erwerbspersonen: 49 Landwirtschaft, eine Kirche und Gottesdienst,                                                                     |
| • 1961: | Erwerbspersonen: 157 Land- und Forstwirtschaft, 159 produzierendes Gewerbe, 21 Handel und Verkehr, 19 Dienstleistungen und Sonstiges. |

## Kultur und Sehenswürdigkeiten

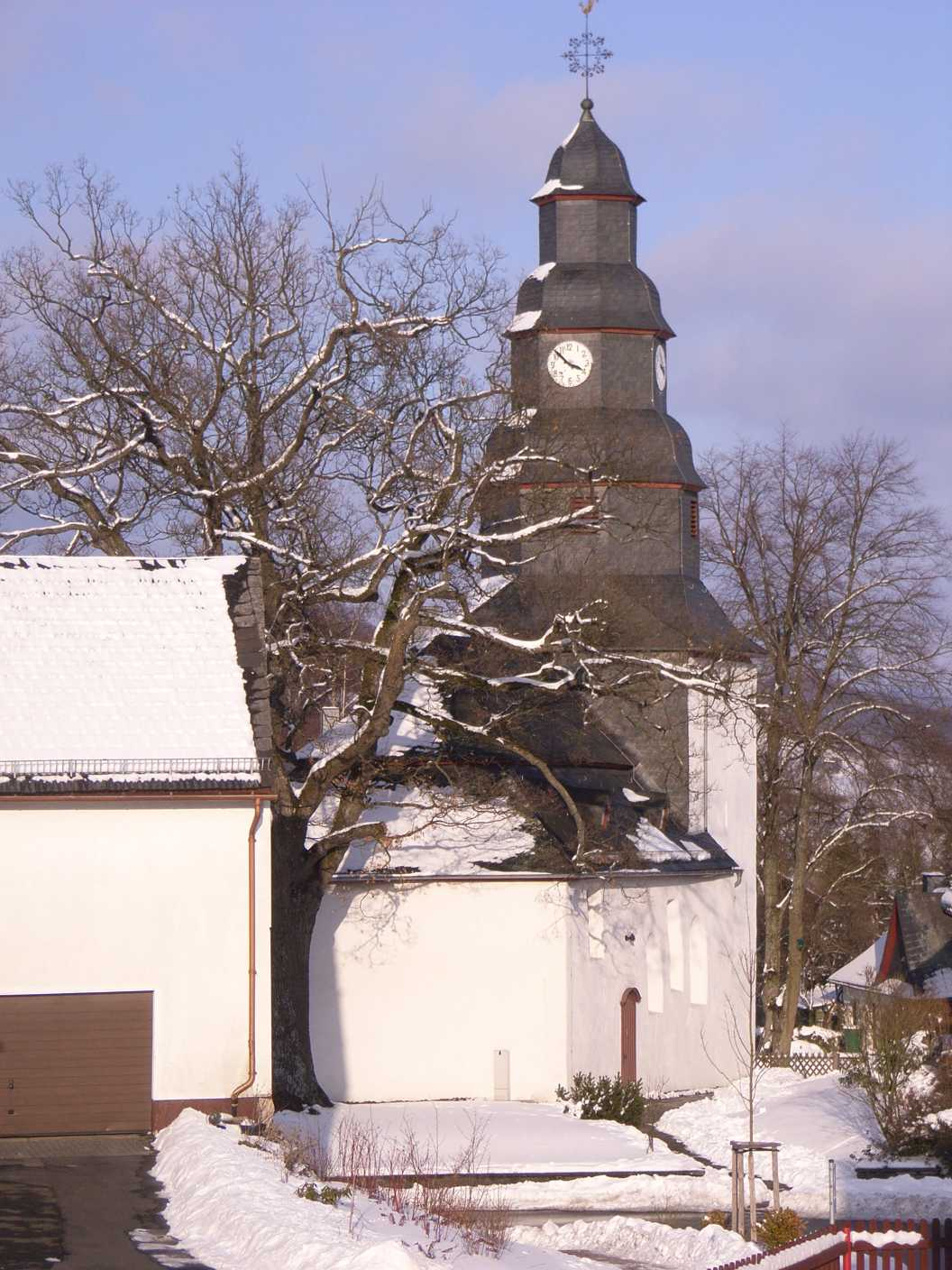
Oberhörlener Kirche

### Bauwerke
- Barocke Kirche mit Pfarrhaus im Ortskern
- Hörlepanoramaweg – ein zertifizierter Premiumwanderweg im Naturpark Lahn-Dill-Bergland;[18] gehört lt. Deutschem Wanderinstitut in Deutschland zur Spitzengruppe[19].

### Vereine und Gruppen
- Dorfverein „Mer Uwernhöller“
- Freiwillige Feuerwehr Oberhörlen 1934
- SSV Hörlen 1954
- 1. TC Steffenberg 1978
- CVJM-Posaunenchor
- Flötenkreis
- Regenbogenchor
- Pray-bih (Jugendkreis)
- CVJM-Mädchen- und Jungen-Jungschar
- Jugend-Cafe
- Jugendgruppe „Guggugs 1990“
- Besuchskreis Gemeindekaffee der ev. Kirche
- Kaffeekränzchen 1974
- Aerobics Hotline 1992
- DRK-Senioren-Tanzgruppe 1987
- DRK-Gymnastikgruppe
- Headbangers from Gallows Hill e. V.

## Wappen
Am 3. Juni 1959 genehmigte der Hessische Minister des Innern das Wappen mit folgender Beschreibung:
| Wappen von Oberhörlen | Blasonierung: „In Rot ein dreistöckiger silberner Kirchturm zwischen zwei halben goldenen Wolfsangeln.“ |
| Wappen von Oberhörlen | Wappenbegründung: Das Wappen zeigt die örtliche Kirche.                                                 |